# Ghiacciaio Bertoglio
Il ghiacciaio Bertoglio è un ghiacciaio lungo circa 17 km situato nella regione meridionale della Terra di Oates, nell'Antartide orientale. Il ghiacciaio, il cui punto più alto si trova a circa 1200 m s.l.m., si trova sulla costa di Hillary e ha origine dal versante orientale della dorsale Conway, da cui fluisce verso est scorrendo lungo il versante meridionale dei picchi Olson, fino ad andare ad alimentare la barriera di Ross, tra capo Lankester, a nord, e punta Hoffman, a sud.

## Storia
Il ghiacciaio Bertoglio è stato mappato da membri dello United States Geological Survey (USGS) grazie a fotografie aeree scattate dalla marina militare statunitense nel periodo 1959-63, ed è stato così battezzato dal Comitato consultivo dei nomi antartici in onore del comandante Lloyd W. Bertoglio, della USN, capo della squadra invernale di stanza alla stazione McMurdo nel 1960.